# MAPK/ERK put
MAPK/ERK put je lanac proteina u ćeliji kojim se prenosi signal sa receptora na površni ćelije do DNK u ćelijskom jedru. Signal inicira faktor rasta vezivanjem za receptor na ćelijskoj površini, i završava se DNK izražavanjem u nukleusu, čime se formira protein i proizvode ćelijske promene, poput ćelijske deobe. Put obuhvata mnoštvo proteina, među kojima je MAPK (originalno pozant kao ERK), koji komunicira putem dodavanja fosfatnih grupa na susedne proteine, koji deluju kao "on" ili "off" prekidači. Kad je jedan od proteina u putu mutiran, njegovo stanje se ne menja, te dolazi do razvoja karcinoma. Komponente MAPK/ERK puta su otkrivene nakon njihovog određivanje u ćelijama raka. Lekovi koji menjaju stanja ovih prekidača se istražuju kao tretmani za kancer.

## Signalni put
Ekstracelularni mitogen vezuje membranski ligand. Time se omogućava Ras GTPazi da zameni svoj GDP za GTP, čemu sledi aktivacija MAP3K kinaze (npr. Raf), koja aktivira MAP2K, i koja aktivira MAPK. MAPK zatim aktivira transkripcioni faktor, kao što je myc.

## Spoljašnje veze
- MAP+Kinase+Signaling+System на 
- MAP kinaze Архивирано на веб-сајту  (15. април 2021)
- MAPK put